# Moksob
Moksob (en rus: Моксоб) és un poble de la república del Daguestan, a Rússia. Segons el cens del 2010 tenia 667 habitants.